# Badrina

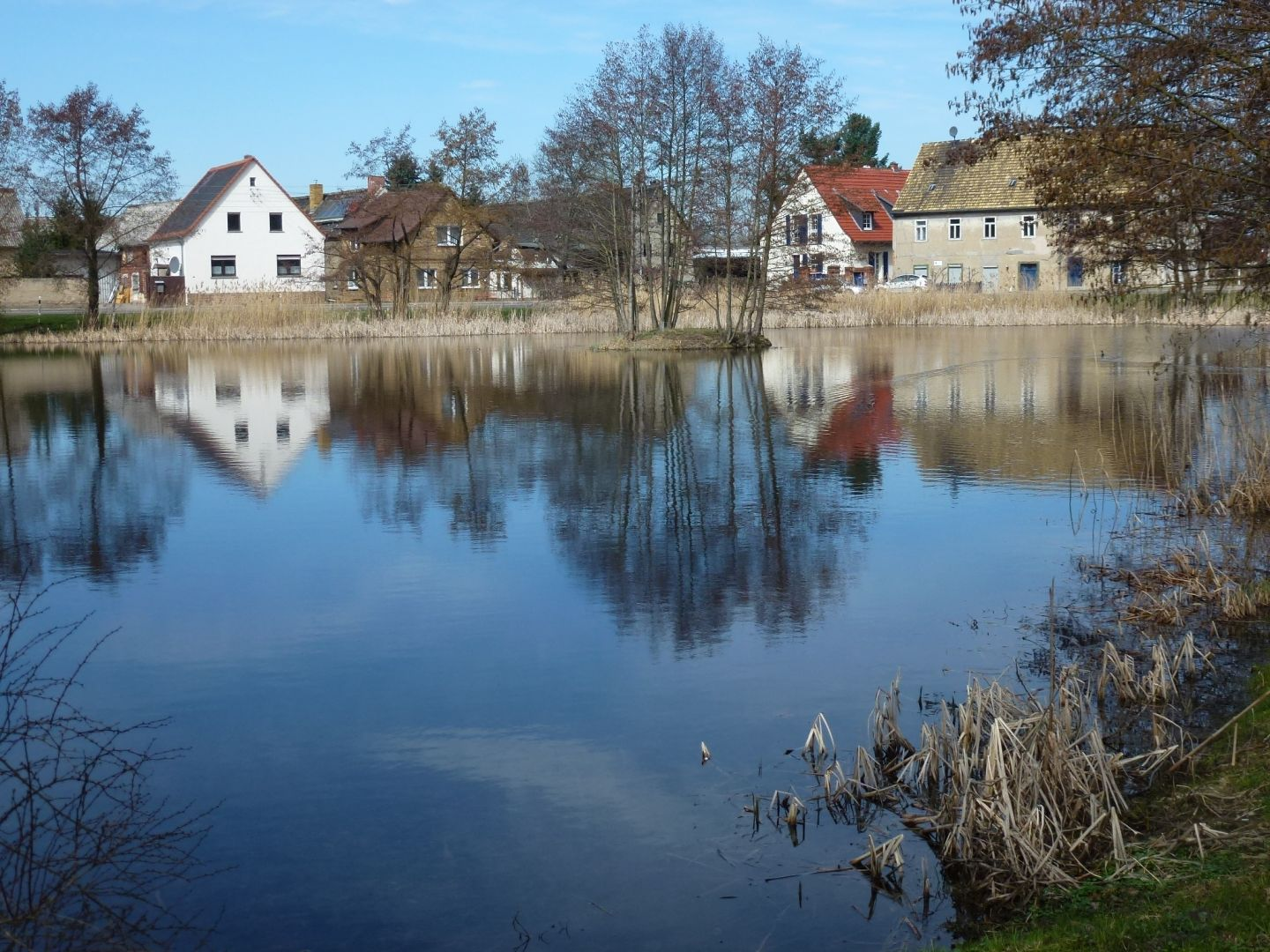
Teich in Badrina

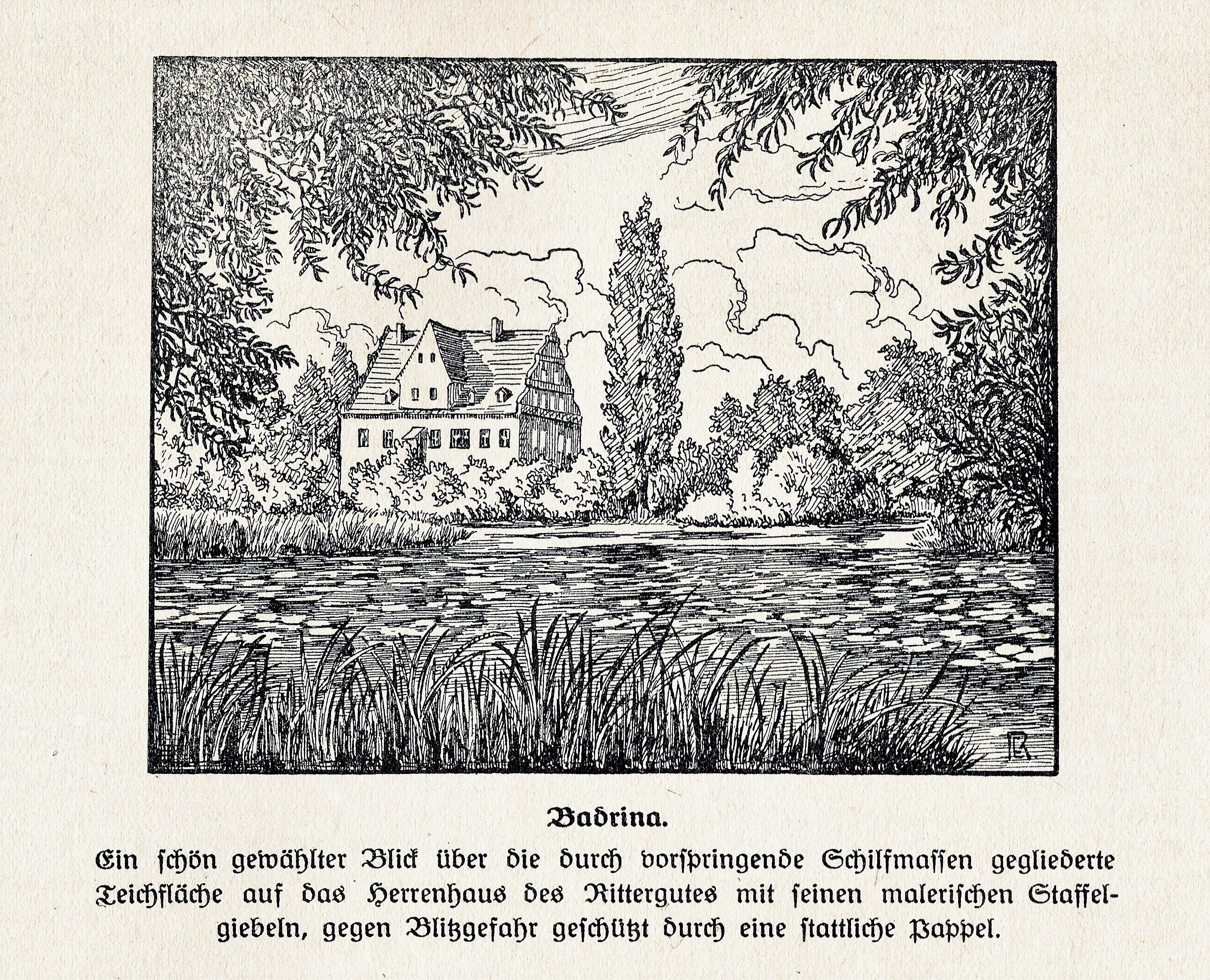
Ehemaliges Rittergut Badrina

Badrina ist ein Ortsteil der Gemeinde Schönwölkau im Landkreis Nordsachsen in Sachsen. Er besteht aus den Orten Badrina und Scholitz.

## Geografie
Badrina liegt zwischen den Städten Bad Düben und Delitzsch an der Kreisstraße 7449, die den Ort mit den Bundesstraßen 2 und 183a verbindet. Der Ortsteil Badrina gliedert sich in die Siedlungsbereiche Badrina und Scholitz. Durch den Ort fließt die Leine. Das Gebiet nordöstlich von Badrina ist bewaldet.

## Geschichte
Badrina ist von der Siedlungsform her ein Gassendorf. Der Ort wurde 1349 als Boderin erstmals urkundlich erwähnt. Der Name kommt – wie die meisten der Region – aus dem Slawischen und bedeutet so viel wie frisch. Badrina gehörte um 1529 zum Amt Eilenburg und ab 1551 bis 1815 wie der heutige Ortsteil Scholitz zum kursächsischen Amt Delitzsch. Durch die Beschlüsse des Wiener Kongresses kamen Badrina und Scholitz zu Preußen und wurden 1816 dem Kreis Delitzsch im Regierungsbezirk Merseburg der Provinz Sachsen zugeteilt, zu dem sie bis 1952 gehörten. 1936 wurde das Dorf Scholitz nördlich von Badrina eingemeindet. Im Zuge der Kreisreform in der DDR 1952 wurde Badrina dem Kreis Delitzsch im Bezirk Leipzig angeschlossen, welcher 1994 im Landkreis Delitzsch aufging.
1972 wurde ein im 14. Jahrhundert erbautes Schloss, das sich zeitweilig im Besitz der Familie von Egidy befand, wegen Baufälligkeit abgerissen. Am 1. Januar 1995 schloss sich Badrina mit vier weiteren Gemeinden zur Gemeinde Schönwölkau zusammen. Im Jahr 2002 nahm Badrina am Wettbewerb Unser Dorf hat Zukunft teil.

### Einwohnerentwicklung
| Jahr | Einwohner |
| ---- | --------- |
| 1818 | 242       |
| 1895 | 301       |
| 1925 | 354       |
| 1939 | 439       |

| Jahr | Einwohner |
| ---- | --------- |
| 1946 | 616       |
| 1950 | 580       |
| 1964 | 586       |
| 1990 | 509       |

Die Einwohnerzahl Badrinas lag 1818 bei 242. Bis zum Ausbruch des Zweiten Weltkrieges stieg die Einwohnerzahl um etwa 200 auf 439 Einwohner. Gegen Ende des Krieges kamen weitere knapp 200 Einwohner hinzu; die im Jahre 1946 gezählten 616 Einwohner markieren den bisherigen Höchststand. In der DDR-Zeit schrumpfte die Einwohnerzahl wieder. 1990 lebten knapp über 500 Menschen in Badrina.

## Sehenswürdigkeiten

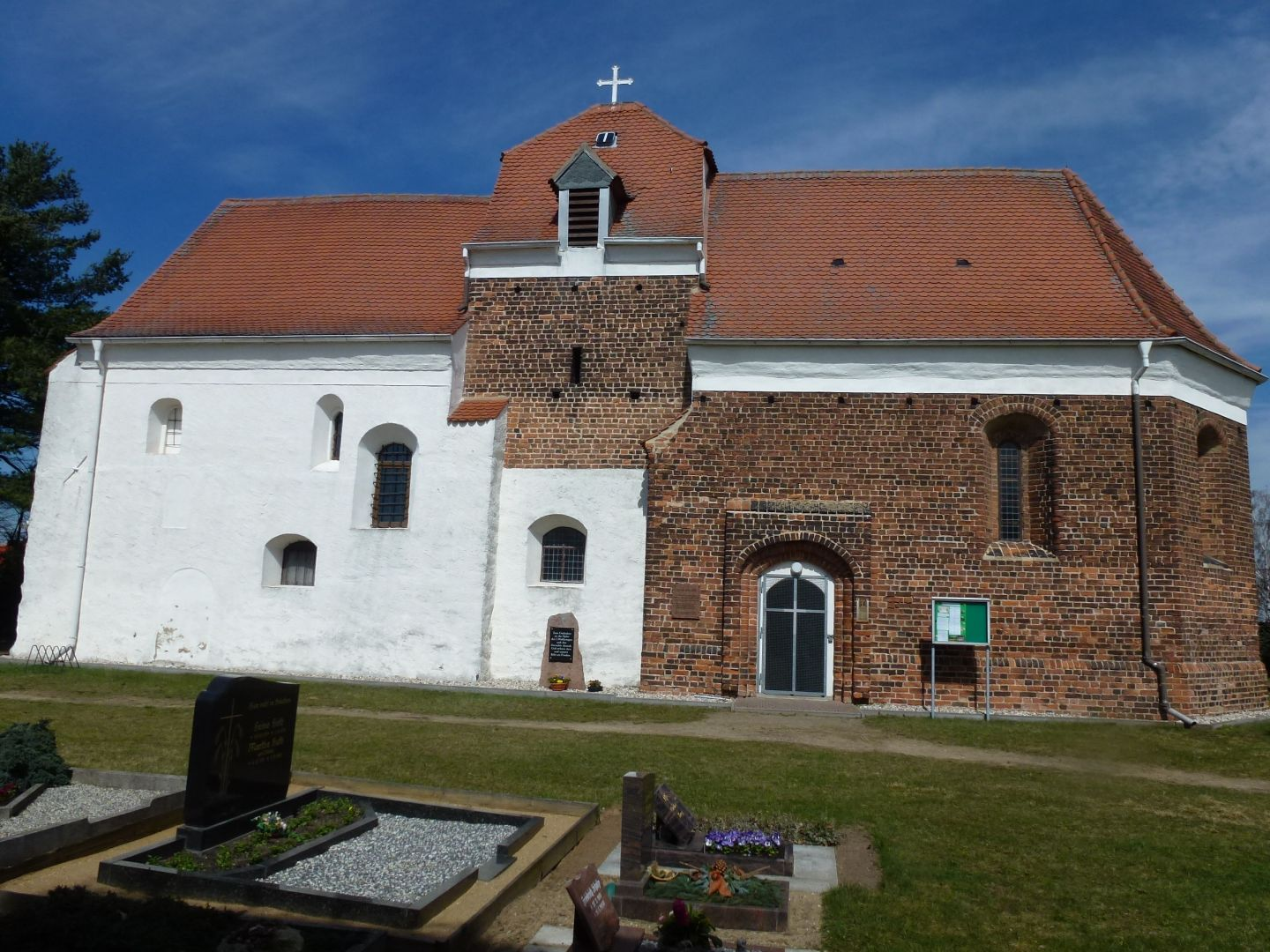
Kirche in Scholitz

Im Siedlungsbereich Scholitz befindet sich eine Kirche aus dem 12. Jahrhundert. Ihr ältester erhaltener Abschnitt ist der romanische Westteil, auch die unregelmäßig angeordneten Fenster sind im romanischen Stil gehalten. Die Kanzel stammt aus dem Jahre 1597. Von 1677 bis 1680 wurde die im Dreißigjährigen Krieg teilweise zerstörte Kirche wiederaufgebaut und an der Ostseite der Chor angebaut. Die Geläutglocke im Umfang von 72 cm wurde im Jahr 1699 von Michael Weinhold in Dresden gegossen. Die Kirche verfügt über einen Taufstein aus dem 18. Jahrhundert. Die kleine Orgel von Conrad Geißler stammt aus dem Jahr 1855.
In den Jahren 1993 und 1994 wurde der Kirchenbau denkmalgerecht saniert.